# Alejandro Lembo
Daniel Alejandro Lembo Betancor, dit Alejandro Lembo, est un footballeur né le 15 février 1978 à Montevideo (Uruguay).

## Clubs
- 1997-2000 : CA Bella Vista,  Uruguay
- 2000-2001 : Parme FC,  Italie
- 2001-2003 : Nacional,  Uruguay
- 2003-2007 : Betis Séville,  Espagne
- 2007-2008 : Danubio FC,  Uruguay
- 2008-... : Aris FC,  Grèce

## Palmarès
- Vainqueur de la coupe du Roi (2005)
- Vainqueur de 3 championnat d'Uruguay  dont 2002 avec Club Nacional de Football
- 39 sélections et 2 buts entre 1999 et 2004.